# Tewkesbury
Tewkesbury es una localidad y parroquia civil del distrito de Tewkesbury, en el condado de Gloucestershire (Inglaterra). Se encuentra ubicada en la confluencia de los ríos  Severn y Avon.
El nombre Tewkesbury proviene de Theoc, el nombre de un sajón que fundó una ermita allí en el siglo VII, y que en inglés antiguo era llamado Theocsbury. Una etimología errónea que afirmaba que el nombre derivaba del topónimo de Theotokos tuvo popularidad durante el periodo monástico de la localidad.
Su población es de 10,704 habitantes (2011). Contando las parroquias vecinas de Wheatpieces (3,577), Northway (5,080) y Ashchurch Rural (957), la población asciende a un total de 20,318 habitantes.

## Características

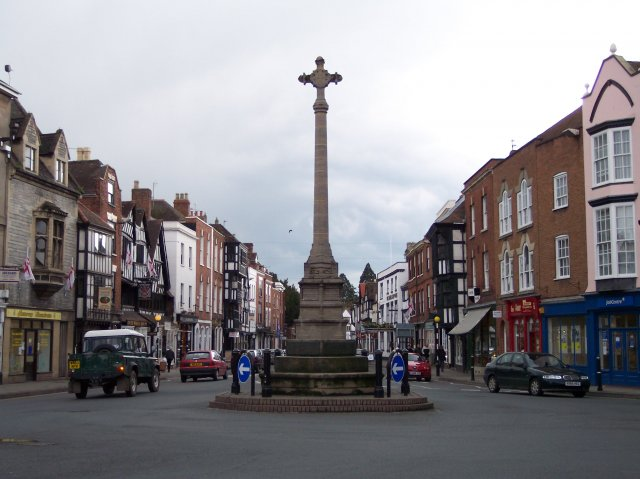
Memorial de Guerra en Tewkesbury, comúnmente denominado La Cruz.

La localidad posee varios edificios medievales Tudor, pero el más destacado es la Abadía de Tewkesbury, una iglesia abadía normanda, originalmente parte de un monasterio, la cual fue salvada de la Disolución de los monasterios del Rey Enrique VIII al ser comprada por los habitantes del pueblo por el precio del plomo de su techo para utilizarla como su iglesia parroquial. La mayoría de las edificaciones, como también los viñedos, fueron destruidos por esa época. Ha sobrevivido el Molino de la Abadía, que se encuentra sobre el Mill Avon, un canal que se dice construyeron los monjes. Este canal es uno de los proyectos de mayor envergadura realizados en la historia de Tewkesbury, si bien las compuertas actuales son de 1990, y remplazaron a dos compuertas instaladas en la década de 1930. El Molino de la Abadía a veces es denominado "Molino de Abel Fletcher", aunque este no es más que el nombre que se le dio al mismo en la novela de Dinah Craik titulada John Halifax, Gentleman, cuya ambientación en Norton Bury está basada en Tewkesbury.
Se cree que la abadía se encuentra emplazada en el sitio en el cual estuvo la ermita que habitó Theoc. El gran arco románico en la fachada oeste es especialmente llamativo, y el vitral en su parte superior ha sido restaurado. El monasterio fue fundado por la casa de los Despensers como mausoleo familiar, y las tumbas de Despenser y Neville son buenos ejemplos trabajos en piedra de tamaño pequeño de fines del Medioevo.
Se cree que la torre es la mayor torre normanda aun en existencia (aunque la de la catedral de Norwich compite por el puesto). Antiguamente la torre tuvo un chapitel de madera el cual puede haber resultado en una altura total de unos 79 m, pero el mismo se desprendió durante una tormenta durante el Lunes de Pascua 1559; los pináculos y almenas actuales fueron añadidos hacia el 1600 para otorgarle a la torre un mejor aspecto. La altura hasta los pináculos superiores es de 45 m. Se cree que la abadía es la tercera iglesia de mayor porte de Bretaña que no es una catedral (por detrás de la abadía de Westminster y Beverley Minster). De punta a punta mide 101 m, por lo que antes de la destrucción de la Lady Chapel original (también en épocas de la disolución), la longitud total era de 114 m. La abadía es una iglesia parroquial, que se encuentra en funcionamiento brindando misas diarias, y se cree es la segunda mayor iglesia parroquial en Inglaterra, luego de Beverley Minster.

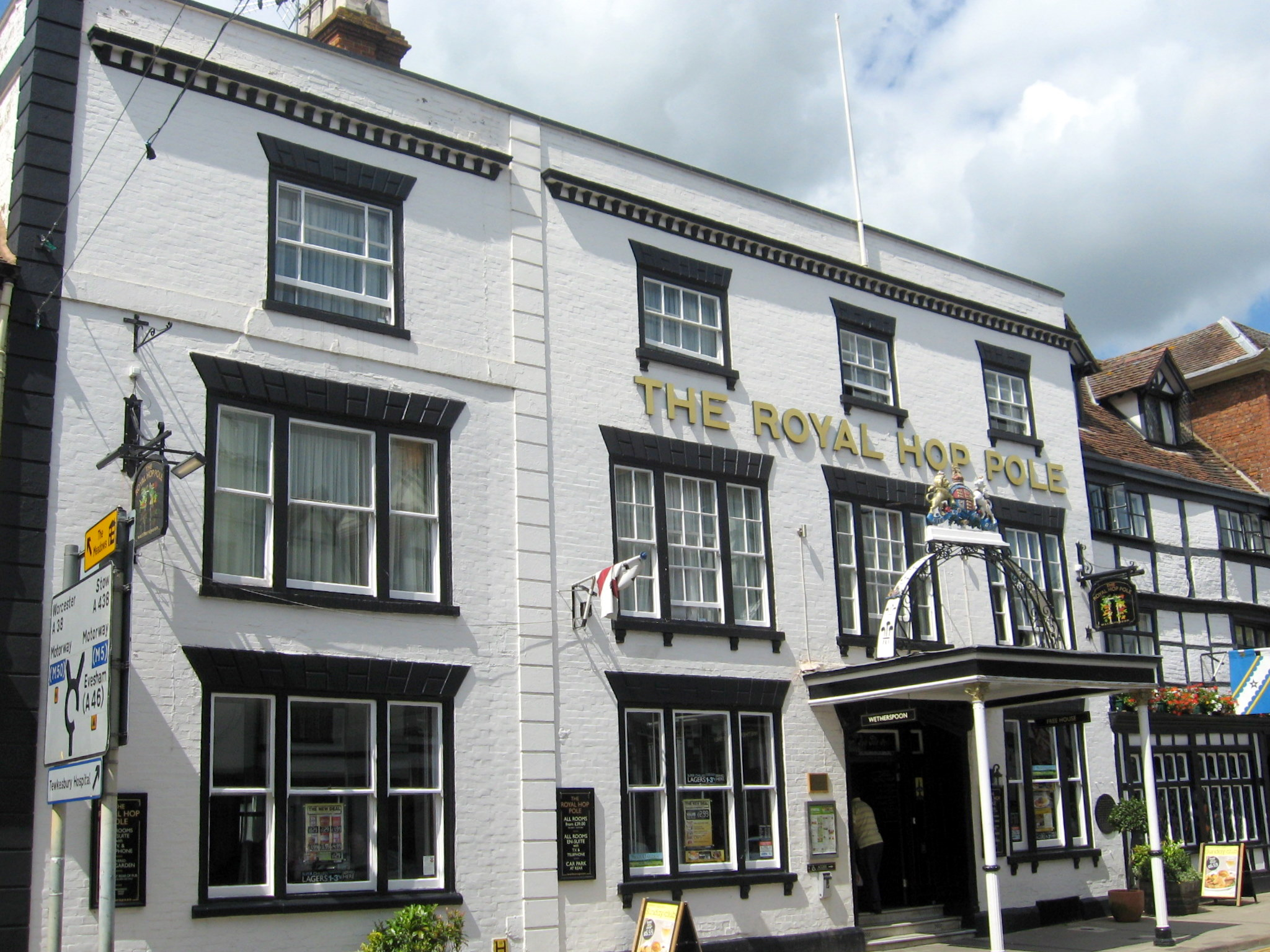
The Royal Hop Pole, mencionado en The Pickwick Papers.

Tewkesbury posee el pub más antiguo de Gloucestershire, el Black Bear, que se remonta a 1308. Otros edificios destacado son el Royal Hop Pole Hotel en Church Street (el cual recientemente ha pasado a formar parte de la cadena de pubs Wetherspoons con el agregado de un hall de banquetes medieval en la estructura), mencionado en el relato The Pickwick Papers de Charles Dickens, el Bell Hotel, una estructura grande de entramado de madera ubicada enfrente del acceso a la Abadía, y la House of the Nodding Gables en High Street. Los Abbey Cottages, con más de 500 años de antigüedad, fueron rescatados de abandono en la década de 1970; los mismos alojan un museo, casas y oficinas comerciales. La rama local de Store Twenty-One (anteriormente Marks & Spencer y antes de eso Iceland) alojó alguna vez al Swan Hotel, y allí aun existe un balcón desde donde se comunicaba los resultados de las elecciones.
También se destaca la Antigua Capilla Bautista (en Church Street) construida hacia 1655, uno de los más antiguos ejemplos de esa denominación, detrás de la capilla se encuentra un pequeño cementerio para los miembros de la comunidad de la capilla.
Al oeste del pueblo se encuentra el impresionante puente Mythe sobre el río Severn el cual fue obra de Thomas Telford, una estructura de fundición de hierro con una luz de 52 m, inaugurado en 1826. El otro puente destacable de Tewkesbury es el puente de piedra Rey Juan sobre el Avon, encargado por el rey Juan a fines del siglo XII como parte de las mejoras del camino que une Gloucester y Worcester. En su extremo norte se puede apreciar el trabajo en piedra original; a fines de la década de 1950 el puente fue ensanchado para responder a los requerimientos del tráfico.